# Rue Alžbetiná
La  rue Alžbetiná (forme complète:Alžbetiná ulica) est une des 821 rues de Košice en Slovaquie. Le code postal est 040 01.

## Situation et accès
Elle part de la cathédrale Sainte-Élisabeth vers l'ouest. Piétonnière sur sa première partie elle est pavée sur la partie ouverte au trafic automobile. Elle est prolongée vers l'ouest par la rue Šrobarová puis Floriánska.

## Origine du nom
Le nom Alžbetiná est dérivé de Sainte Élisabeth, en lien avec la cathédrale Sainte-Élisabeth qui marque le début de la rue.

## Historique
La « rue Alžbetina » actuelle est la partie habitée la plus ancienne de la ville. On raconte qu'une colonie des premiers colons y existait, et qu'au milieu du XIIIe siècle, elle était déjà occupée par des colons de Saxe-Flandre, les fondateurs de la ville.
Cette voie est mentionnée dans les plus anciens documents latins de 1466 sous le nom de « Platea putrida » et en allemand « Fowgass » (1840), plus tard « Faulgrasse ». Le terme hongrois « Forgács utca » est utilisé depuis le XVIIIe siècle, et en traduction libre, ce nom peut également signifier Tříeskova, Stružlinová, Smetná ou les rues des Ordures. 
En 1905, la rue a été nommée « rue Deák Ferenc » en l'honneur de Ferenc Deák. Après la création de la Tchécoslovaquie en 1919, elle a été nommée « rue Šrobárova », en l'honneur du ministre Vavro Šrobár (sk). À la fin de l'année 1938, les Hongrois redonnèrent à la rue le nom de « rue Deák Ferenc », mais en juin de l’année suivante, elle fut nommée « rue Szathmáry György », d'après l'archevêque (sk) d'Esztergom, Juraj Szathmáry. 